# Tweede Kamerverkiezingen 2023/Kandidatenlijst/Volt
Dit is de kandidatenlijst voor de Tweede Kamerverkiezingen van 2023 van Volt zoals die op 13 oktober 2023 is vastgesteld door de Kiesraad.

## De lijst
- vet: verkozen
- schuin: voorkeurdrempel overschreden

1. Laurens Dassen, 's-Gravenhage - 97.999 stemmen
2. Marieke Koekkoek, Utrecht - 38.747
3. Ernst Boutkan, Leiden - 2.263
4. Imane Elfilali, Rotterdam - 10.900
5. Martijn Hagoort, 's-Gravenhage - 798
6. Romy Frijters, Maastricht - 7.296
7. Rens de Boer, Amsterdam - 1.240
8. Sanne van der Lugt, Amerongen - 4.330
9. Bjorn Beijnon, 's-Hertogenbosch - 1.459
10. Robin Twickler, Groningen - 4.284
11. Cankut Ercan, Zwolle - 1.197
12. Julia Hamel, Houten - 1.123
13. Willem van Ewijk, 's-Hertogenbosch - 353
14. Sylvia van Laar, 's-Gravenhage - 1.208
15. Michael Tai, Rotterdam - 332
16. Valérie Pajak, Eindhoven - 1.539
17. Floris Eigenhuis, Amersfoort - 598
18. Eveline Verbeek, Amsterdam - 1.274
19. Bart Hemmes, 's-Gravenhage - 222
20. Dianne Elsinga,  Delft - 1.012
21. Sjoerd Dreteler, 's-Gravenhage - 628

2021 · 2023
VVD · D66 · GroenLinks-PvdA · PVV · CDA · SP · Forum voor Democratie · Partij voor de Dieren · ChristenUnie · Volt · JA21 · SGP · DENK · 50PLUS · BBB · BIJ1 · Piratenpartij - De Groenen · BVNL / Groep Van Haga · Nieuw Sociaal Contract · Splinter · Libertaire Partij · LEF - Voor de Nieuwe Generatie · Samen voor Nederland · Nederland met een PLAN · PartijvdSport · Politieke Partij voor Basisinkomen